# Qasim al-Raymi
Qasim al-Raymi (în arabă قاسم الريمي; n. 5 iunie 1978, As Salafiyah District⁠(d), Guvernoratul Raymah, Yemen – d. 29 ianuarie 2020, Wald Rabi' District⁠(d), Guvernoratul Al Bayda', Yemen) a fost emirul al-Qaeda din Peninsula Arabică (AQAP). 
Al-Raymi a fost unul dintre cei 23 de deținuți care au evadat în momentul spargerii închisorii din 3 februarie 2006 în Yemen, împreună cu alți membri notabili al-Qaeda. Al-Raymi a participat la un atentat sinucigaș din iulie 2007 în care a ucis opt turiști spanioli. În 2009, guvernul yemenit l-a acuzat că este responsabil pentru conducerea unui lagăr de instruire al-Qaeda din provincia Abyan. După ce a ocupat funcția de comandant militar al AQAP, al-Raymi a fost promovat lider după moartea lui Nasir al-Wuhayshi la 12 iunie 2015.

## Cariera. Afganistan și Al-Qaeda în Yemen
Al-Raymi s-a născut pe 5 iunie 1978 în guvernoratul Raymah, în apropierea capitalei Yemenului, Sana'a. A fost instructor într-o tabără al-Qaeda din Afganistan în anii 90 înainte de a se întoarce în Yemen. În 2004, el a fost închis timp de cinci ani pentru că a fost suspectat într-o serie de atentate asupra unor ambasade din Capitală.    
După ce a evadat din închisoare în 2006, al-Raymi, împreună cu Nasir al-Wuhayshi, au suprervizat formarea al-Qaeda în Yemen, care a preluat atât recruți noi, cât și experți luptători arabi care se întorceau de pe câmpurile de luptă din Irak și Afganistan. 
Grupul a revendicat două atacuri sinucigașe care au ucis șase turiști occidentali înainte de a fi participat la asaltul ambasadei SUA din Sana'a, în septembrie 2008, în care militanții au detonat bombe și au tras grenade cu rachetă. Zece paznici din Yemeni și patru civili au fost uciși, împreună cu șase atacatori. 

## Înființarea al-Qaeda în Peninsula Arabică (AQAP)
În ianuarie 2009, al-Raymi, împreună cu alți trei teroriști,  apăreau într-un videoclip care solicita înființarea al-Qaeda în Peninsula Arabică, o unificare atât a filialelor din Yemen, cât și a ramurilor din Arabia Saudită. El a fost numit comandant militar al AQAP. Ceilalți teroriști au fost identificați ca Abu Hareth Muhammad al-Oufi, Abu Sufyan al-Azdi al-Shahri și Nasir al-Wuhayshi. 
Abu Hareth Muhammad al-Oufi a fost un comandant de câmp al AQAP, Abu Sufyan al-Azdi al-Shahri a fost adjunctul AQAP și Nasir al-Wuhayshi fostul emir al AQAP. . 

## Comandant militar al-Qaeda în Peninsula Arabică

### Pe lista urmăriților de către SUA și Arabia Saudită
Pe 3 februarie 2009, oficialii de securitate saudiți au publicat o nouă listă a celor mai căutați suspecți teroristi saudiți .   Al 68-lea individ găsit pe listă a fost numit „Muhammad Qasim Mehdi Reemy” sau „Qassem Mohammed Mahdi Al-Rimi”, cu aliasul „Abu Hurayrah” și „Abu Ammar”. Qassem Al-Rimi de pe lista dorită din Arabia Saudită era unul dintre cei doi yemeniți de pe listă și se spune că este un „legat de Al Qaeda din Yemen, Arabia Saudită ”. Potrivit Associated Press, el are „legături cu un complot care vizează ambasadorul SUA la San’a ”.   Aceștia au raportat că a închiriat casa unde a fost planificată operațiunea și că „a monitorizat ambasada SUA”.     

La 11 mai 2010, Departamentul de Stat al SUA l-a pus pe al-Raymi pe lista teroriștilor internaționali deosebit de periculoși. Pe 14 octombrie 2014, a anunțat o recompensă de 5 milioane de dolari pentru orice informație care duce la capturarea sau la uciderea sa. 

### Scuze pentru atacul unui spital
În urma atacului din 2013 asupra Ministerului Yemeni al Apărării, care a dus la uciderea a numeroși medici și pacienți la un spital prezent în complex, al-Raymi a lansat un mesaj video în care își cere scuze, susținând că echipa de atacatori a fost direcționată să nu atace spitalul. în atac, dar ea a mers înainte și a făcut acest lucru. 

### Raidul Yakla
La 29 ianuarie 2017, al-Raymi a fost presupusa țintă a unei acțiuni militare întreprinse de Statele Unite cunoscute sub numele de raidul Yakla. Raidul a avut ca urmare moartea unei nave SEAL și a unui număr de civili, inclusiv un cetățean american. La scurt timp după atac, pe 5 februarie 2017, al-Raymi a lansat un înregistrare audio pe internet cu referire la atac. Faptul că al-Raymi a fost o țintă principală a atacului nu a fost confirmat. În înregistrarea audio, al-Raymi a confirmat că este încă în viață și l-a ironizat pe președintele SUA, Donald Trump. 

## Decesul
La 31 ianuarie 2020, New York Times a raportat că trei oficiali americani „și-au exprimat încrederea” că al-Raymi, emirul AQAP, a fost ucis pe 29 ianuarie, în zona Yakla al guvernoratului Al Bayda din Yemen, potrivit unor surse locale, deși nu a existat nicio confirmare oficială. 
La 1 februarie 2020, președintele american Donald Trump a părut să confirme rapoartele conform cărora SUA l-ar fi ucis pe Qassim al-Rimi, liderul unei filiale Qaeda din Yemen, prin retweet-area rapoartelor care susțineau că CIA a efectuat o lovitură cu drone care îl vizau pe liderul AQAP . Unii experți l-au considerat un posibil succesor al lui Ayman al-Zawahiri, liderul general al-Qaeda. 
La 6 februarie 2020, Casa Albă a dat publicității o declarație care confirmă moartea lui Al-Rimi. 

## Familia
Un deținut yemenit la Guantanamo, Ali Yahya Mahdi Al Raimi, s-a confruntat cu acuzații că ar fi fratele unui membru senior al Al Qaeda, numit Qasim Yahya Mahdi Abd Al-Rimi sau Qassem Yahya Mahdi Al Reemi.               S-a spus că acest frate este cunoscut și sub numele de Abu Hurayrah, Doctor Hurayrah și Abu Hajer. S-a presupus că ar fi instructor de fitness în tabăra de antrenament Al Farouq al al-Qaeda, din Afganistan.     